# Comandamentul Provincial de Jandarmerie Nr. 13 din Bucovina
Comandamentul Provincial de Jandarmerie Nr. 13 din Bucovina (în germană Landesgendarmeriekommando Nr. 13 Für die Bukowina) a fost un comandament teritorial de jandarmi aparținând Jandarmeriei din Cisleithania (Jandarmeria Cezaro-Crăiască⁠(de)[traduceți]), cu baza la Cernăuți, menționat din anul 1878.
În anul 1914 Comandamentul avea în subordine 5 comandamente districtuale, la Cernăuți, Rădăuți, Suceava, Câmpulung și Vijnița, fiind condus de colonelul Eduard Fischer. În primele luni ale Primului Război Mondial, jandarmii colonelului Fischer au înfruntat în Bucovina trupele imperiale ruse, reprezentând singurele forțe militare austro-ungare, care, au avut succes pe teren în prima parte a războiului.
Pe plan intern, în Bucovina, Jandarmeria Cezaro-Crăiască a exercitat un rol represiv, acționând în sensul limitării influențelor venite din partea Imperiului Rus. Jandarmii bucovineni au comis astfel atrocități criminale împotriva populației bucovinene, în contextul permisiv al suspendării unora dintre drepturile și libertăți fundamentale ale cetățenilor, prin legislația imperială de război. Un alt teren de acțiune a fost cel economic, jandarmeria Bucovineană contribuind atât prin susținerea activităților de import al alimentelor, cât și prin impunerea onor servituți, civililor, la susținerea trupelor amice.

## Structură

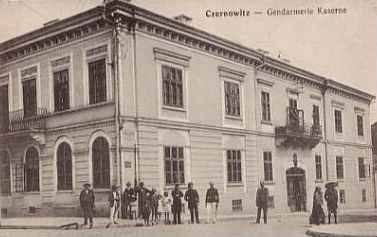
Cazarma Jandarmeriei, în Cernăuți.

Dacă în 1878 exista numai 2 structuri departamentale subordonate, Cernăuți și Suceava, în 1883 s-a adăugat un comandament districtual la Rădăuți, în 1895 la Câmpulung și în 1900 la Vijnița. Comandamentele detașamentelor de jandarmi subordonate erau în anul 1914, următoarele:
- Nr. 1 Cernăuți (germană Czernowitz)
- Nr. 2 Rădăuți (germană Radautz)
- Nr. 3 Suceava (germană Suczawa)
- Nr. 4 Câmpulung (germană Kimpolung)
- Nr. 5 Vijnița (germană Wiznitz)

## Jandarmeria din Bucovina în Marele Război
În 1914, în fruntea Jandarmeriei bucovinene se afla colonelul Eduard Fischer, având ca adjutant pe locotenent-colonelul Josef Jelek.

### Sarcini generale ale Jandarmeriei în Austro-Ungaria
În Austro-Ungaria, Jandarmeria a servit unor roluri multiple în timpul Primului Război Mondial, dat fiind că, din start a fost de presupus că acesteia ar fi urmat să i se încredințeze sarcini militare, în eventualitatea unui conflict armat. La începutul războiului, astfel, jandarmii au avut un rol activ în mobilizarea soldaților și în investigarea dezertorilor, precum și în monitorizarea unor obiective sensibile de genul instalațiilor feroviare, oficiilor telegrafice și podurilor. De asemenea, au trebuit să informeze în mod regulat Ministerul de Interne despre starea populației și să ia pulsul opiniei publice în piețe și la diverse evenimente, cu scopul de a asigura propagandei de război guvernamentale informații în vederea adoptării unor contramăsuri adecvate.
Suplimentar, Jandarmeria a fost însărcinată cu urmărirea străinilor și cu detectarea activității ostile a agenților străini, alături de Poliția Imperială, fiind datoare să urmărească și să aresteze potențialii simpatizanți ai statelor inamice. Liste lungi, care, au inclus numele celor care au emis opinii pozitive despre ruși sau sârbi au fost create, sursă pentru exces de zel în provinciile cu populație slavă în primele luni de război, precum și pentru aruncarea în închisoare a numeroși cetățeni ai Imperiului. Aceste măsuri au fost posibile datorită abrogării la începutul războiului a unor drepturi fundamentale și a permiterii de percheziții fără mandat.
În ce privește granița dinspre țările inamice, jandarmii au trebuit să o monitorizeze constant și să o închidă, motiv pentru au fost întărite cele mai importante posturi de jandarmi.
În vara anului 1914, jandarmii au servit la constituirea unor corpuri de trupă suplimentate cu oameni din poliția fiscală și din rezervă, care, au fost aruncate imediat în luptă, rolul lor fiind în primul rând acela de protecție a frontierelor. În general, aceste subunități au avut efective foarte mici.

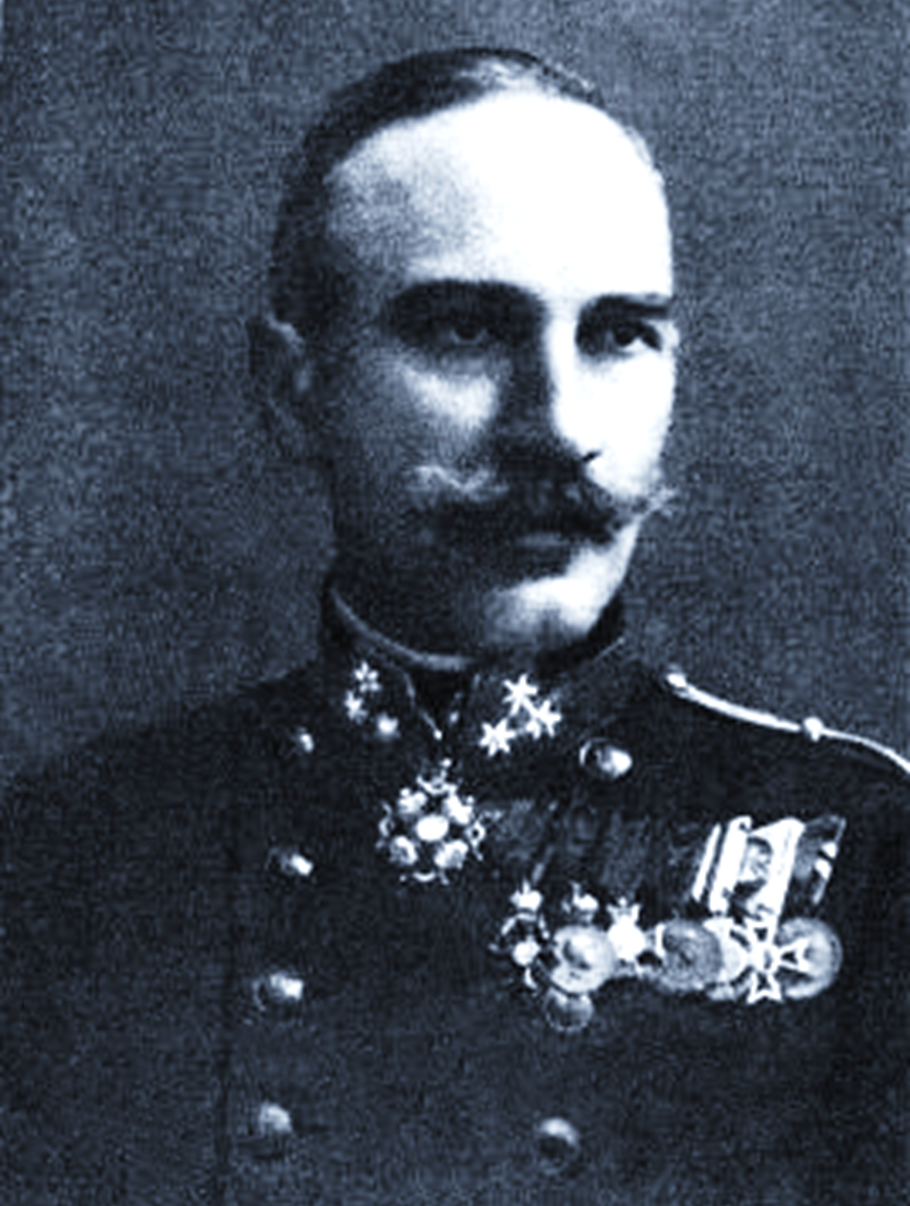
Șeful Jandarmeriei bucovinene în timpul Marelui Război, Eduard Fischer.

Alte sarcini care au revenit Jandarmeriei au fost: evacuarea populației și vitelor, salvarea răniților și recuperarea cadavrelor, precum și monitorizarea și controlul celor care nu prezentau siguranță în ce privește atitudinea politică, de exemplu a populației, care, era transferată dintr-o zonă de război într-o altă zonă a Dublei Monarhii.

### Jandarmeria în Bucovina

#### Acțiuni militare
În partea de est a Galiției și Bucovinei, la începutul războiului au luptat cu trupele ruse numai unitățile de jandarmi, rolul acestora fiind atât acela de a întârzia și de a dezorganiza înaintarea rusă, cât și de a securiza punctele importante din punct de vedere strategic, precum podurile sau stațiile de cale ferată. Spre diferență de Galiția însă, unde trupele armatei regulate au preluat sarcinile luptei, în Bucovina unitățile Jandarmeriei au rămas de unele singure să înfrunte inamicul de-a lungul întregii toamne a anului 1914. În aceste condiții, ele au fost cu toate acestea singurele forțe militare austro-ungare, care, au avut succes pe teren în prima parte a războiului.
Fiind capabil să-și formeze înainte de război o rețea de informații în zona graniței cu Imperiul Rus, Fischer a putut să o utilizeze din plin pe parcursul războiului, jandarmii având în plus avantajul unei bune cunoașteri a condițiilor locale.
Sub comanda Lui Fischer, astfel, forțele sale au fost chiar capabile să recâștige de la ruși o parte din teritoriu pierdut. Aceste acțiuni însă, nu au avut un impact decisiv asupra Frontului de Est.
În primele luni ale anului 1915, ca urmare a reorganizării Grupului Pflanzer-Baltin, jandarmii bucovineni au fost despărțiți de armata operativă și au fost folosiți în continuare pentru asigurarea liniștii și pentru paza frontierei.

#### Acțiuni pe plan intern
Asupra populației
Sub conducerea lui Fischer, s-au comis atrocități criminale împotriva populației bucovinene.
Prin legislația imperială de război au fost suspendate unele drepturile și libertăți fundamentale ale cetățenilor, astfel că jandarmii au avut posibilitatea de a intra să controleze oricând locuința unui presupus suspect, deoarece nu a mai fost necesară obținerea autorizației de la un judecător. Jandarmii s-au ocupat, de asemenea, de detectarea loialității, a trădării sau a sentimentelor rusofile. În plus, codul militar a oferit posibilitatea ca cei acuzați de spionaj să poată fie executați pe loc prin împușcare sau spânzurare, în public. Mai mult, dacă înainte de război, jandarmii nu aveau dreptul de a bate o persoană arestată și aceștia nu aveau dreptul de a ridicat mâna asupra unei persoane a cărei vinovăție nu fusese dovedită, iar bătăile erau rare, situația s-a schimbat și nimeni nu a mai controlat ceea ce făceau jandarmii, din acest punct de vedere.
Sub coordonarea Jandarmeriei și cu concursul ei, au avut loc în fiecare localitate acțiuni de limitare a influențelor considerate dăunătoare, venite din partea Imperiului Rus. Atfel, s-au luat măsuri drastice  în ce privește interzicerea activităților organizațiilor și asociațiilor moscofile, în special a celor din  Cernăuți, iar presa de inspirație rusă a fost cenzurată, sau anumite publicații au fost interzise, în măsura în care serveau interesele rusofile și respectiv, panslaviste. La rândul său, clerul din Bucovina a fost plasat sub o atentă supraveghere, unii preoți sau alte personalități fiind arestate pentru atitudinile lor considerate a fi proruse și acuzate de înaltă trădare.
Măsuri economice
Jandarmii au fost folosiți, de asemenea, alături de primari, la activitățile de rechiziție a forței de muncă civile, de mijloace și de animale de muncă, de recolte și de alte lucruri, necesare efortului de război.
În anul 1915 accentuându-se penuria alimentară, colonelul Fischer, împreună cu structurile jandarmeriei regionale și câțiva comercianți au deschis, la Ițcani (germană Itzkany), un birou de import pentru vite și produse agricole de proveniență românească. Biroul, finanțat de către Ministerul de Război austriac, a avut o secție comercială și una de transport, furnizând alimente armatei. Pentru activitățile sale, a beneficiat de sprijinul reprezentantului militar al Austriei de la București. Odată cu apariția unor măsuri de stopare a exportului de către statul român, Biroul a sprijinit activ desfășurarea unor activități de contrabandă. Încetarea activității biroului lui Fischer s-a aflat în legătură strânsă cu puternica ofensivă rusă din iunie 1916 din Galiția și Bucovina. Pe întreaga perioadă de desfășurare a activității însă, din martie 1915 până în iunie 1916, oficiul respectiv, împreună cu cel al guvernului austriac de la Vatra Dornei au contribuit activ timp de 14 luni, nu numai la asigurarea consumului Armatei 7 austro-ungare ci și la lipsirea de alimente a nordului Moldovei, zonă care a trebuit, ulterior, să hrănească timp de doi ani Armata României. Urmările acestui comerț s-au dovedit astfel, dramatice.

## Tranziția de la jandarmeria austriacă la cea românească
La 6 noiembrie 1918, în contextul unei lovituri de stat ucrainene la Cernăuți, Comitetul Regional Ucrainean a numit o nouă conducerea a Jandarmeriei.
Succesiv hotărârii din 15/28 noiembrie 1918 de unire cu Regatul României a Congresului General al Bucovinei s-a început reorganizarea jandarmeriei austriece, noua structură de tranziție căpătând la 27 noiembrie/10 decembrie 1918 numele de Comandamentul Superior al Jandarmeriei în Bucovina și fiind organizată în 13 comandamente corespunzătoare districtelor existente.
Atribuțiile acestui comandament provincial au fost preluate ulterior, la 1 mai 1919, de către Batalionul de Jandarmi „Moldova”, nou înființat.